# Éboulement de La Rivière
L'éboulement de La Rivière de 2024 (également dénommé éboulement rocheux sur la RD1532, selon les sources officielles) est un écroulement (ou un glissement de terrain), survenu le 25 juillet 2024 en France sur un versant du coteau d'Artets, entre les communes de La Rivière et de Saint-Gervais, en limite de celle de L'Albenc, sur la rive gauche de l'Isère en aval de Tullins à environ 30 km au sud-ouest de Grenoble, bloquant la RD 1532, ancienne route nationale et principal axe routier sur cette rive entre Grenoble et la communauté de Valence Romans Agglo.

## Contexte

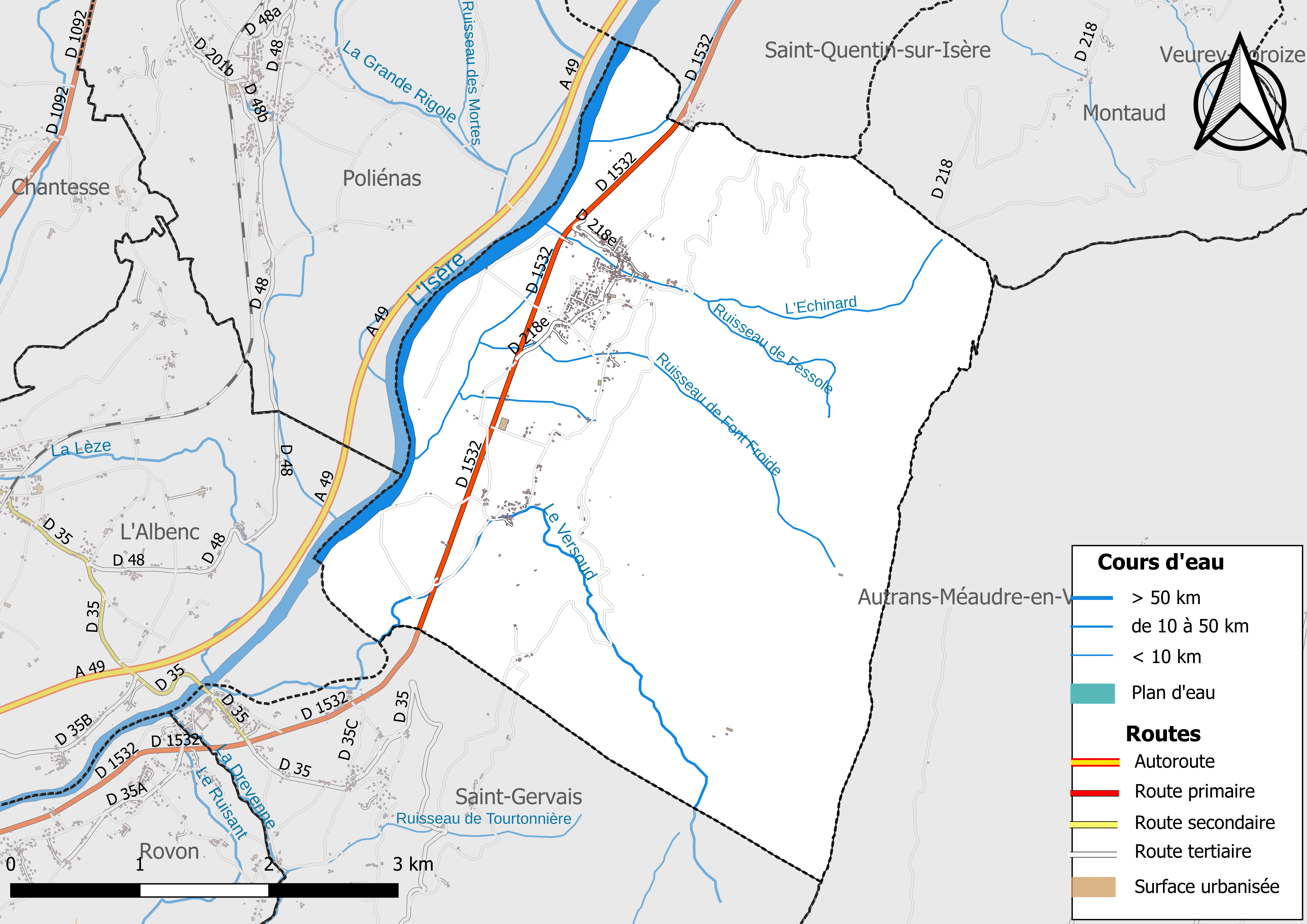
Les éboulis s'étendent sur la partie sud de la commune de La Rivière au niveau ou le cours du torrent du Versoud longe et passe sous la RD 1532

Cet éboulement est survenu sur le site d'une des plus importantes carrières de calcaire du département de l'Isère, établie sur une pente du coteau d'Artets (Massif du Vercors), non loin des berges de l'Isère. Selon France Nature Environnement, un important éboulement était survenu durant au printemps 2019 mais moins conséquent pour les riverains. La DREAL avait alors réalisé une inspection et lancée une étude géotechnique.

## Glissement de terrain
Le jeudi 25 juillet 2024, peu après 19 heures, un pan entier du coteau d'Artets appartenant au massif du Vercors s’est décroché sur le territoire de la commune de La Rivière, non loin de la commune de Rovon, en Isère, au niveau d’une carrière. La route départementale a été ensevelie. Selon les communiqués officielle aucune victime n'a été rapportée.
L'éboulement a atteint par endroits une vingtaine de mètres de hauteur. Une très grande quantité de roches et de terre ont enseveli la route départementale 1532, qui relie Grenoble à Romans-sur-Isère (Drôme), axe qui longe la carrière. La route est coupée aux embranchements avec la route départementale 45 et la RD 51. Selon le Dauphiné libéré, une société chambérienne spécialisée dans la cartographie et la modélisation en 3D, a estimé que plus d'un million de mètres cubes de terre et de roche se seraient ainsi effondrés des flancs de la montagne.

## Causes

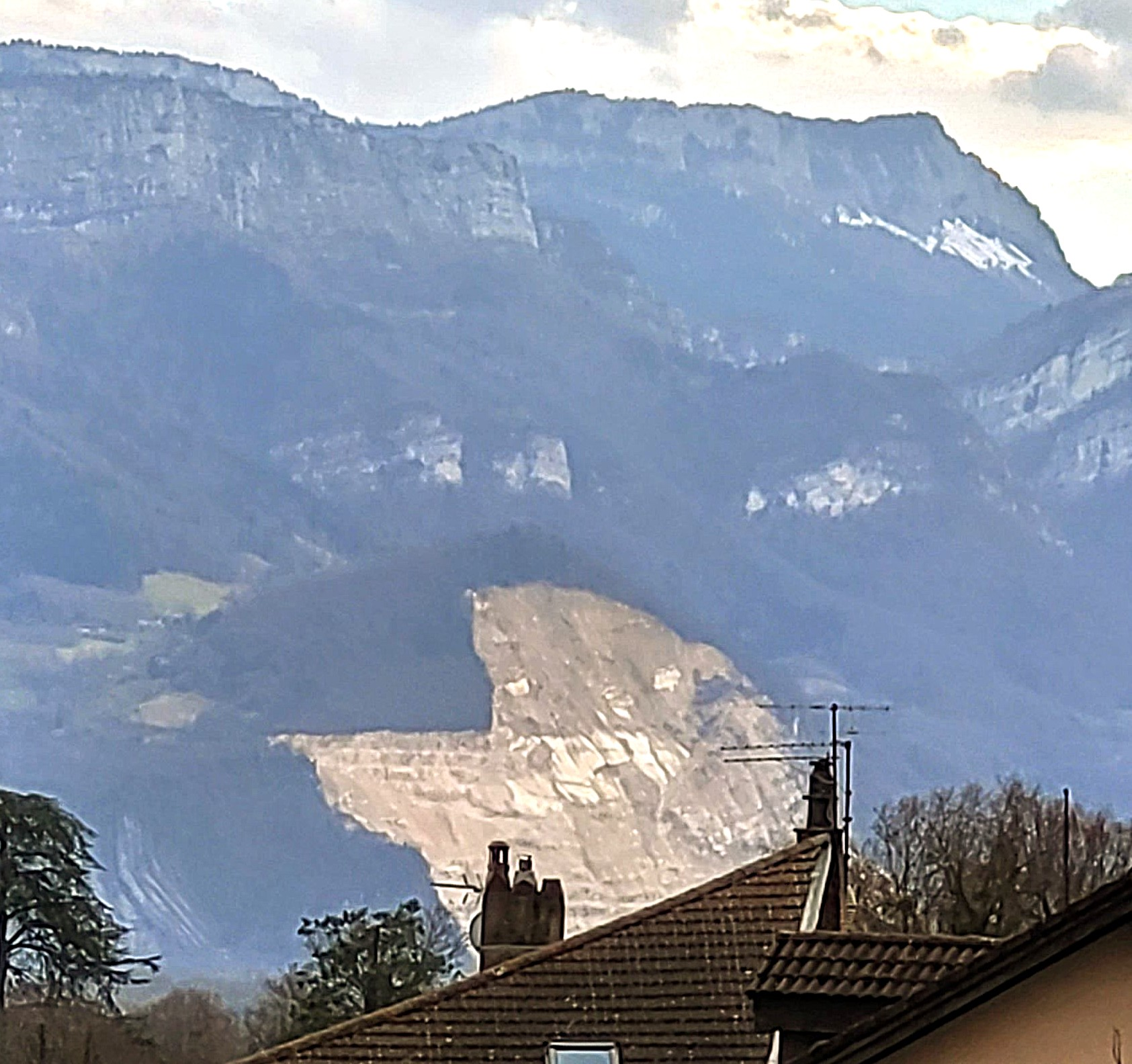
La zone d'éboulement de La Rivière depuis le centre de Tullins.
Cette photo semblerait indiquer (à l'appui d'un article publié sur un site web de géologie locale) que les entailles liées à l'exploitation en paliers successifs étagés de la carrière ont amenés à couper la charnière synclinale dite des « coteaux d'Artets », puis à atteindre des couches de plus en plus inclinées vers l'aval du versant de ces coteaux

Au niveau de la zone d'éboulement des couches de calcaire homogènes s'empilent les unes sur les autres. Parmi ces couches, certaines étaient plutôt horizontales, mais sur la partie la plus haute, donc au dessus de la carrière, les couches étaient orientées vers la pente ce qui permet de penser que cela a pu favoriser le glissement. Les mécanismes sont cependant très complexes et un mois plus tard, les enquêteurs n'étaient toujours pas capables de comprendre les origines exactes du glissement.
Selon les géologues et géotechniciens chargés des études, trois hypothèses se dégagent :
1. Les conditions pluvieuses de ce printemps qui ont pu lubrifier la falaise calcaire du Vercors,
2. Une déstabilisation liée à l'exploitation même de la carrière (voir la section #Polémique),
3. Des petits séismes au niveau local.

## Conséquences

### Coupures et déviation

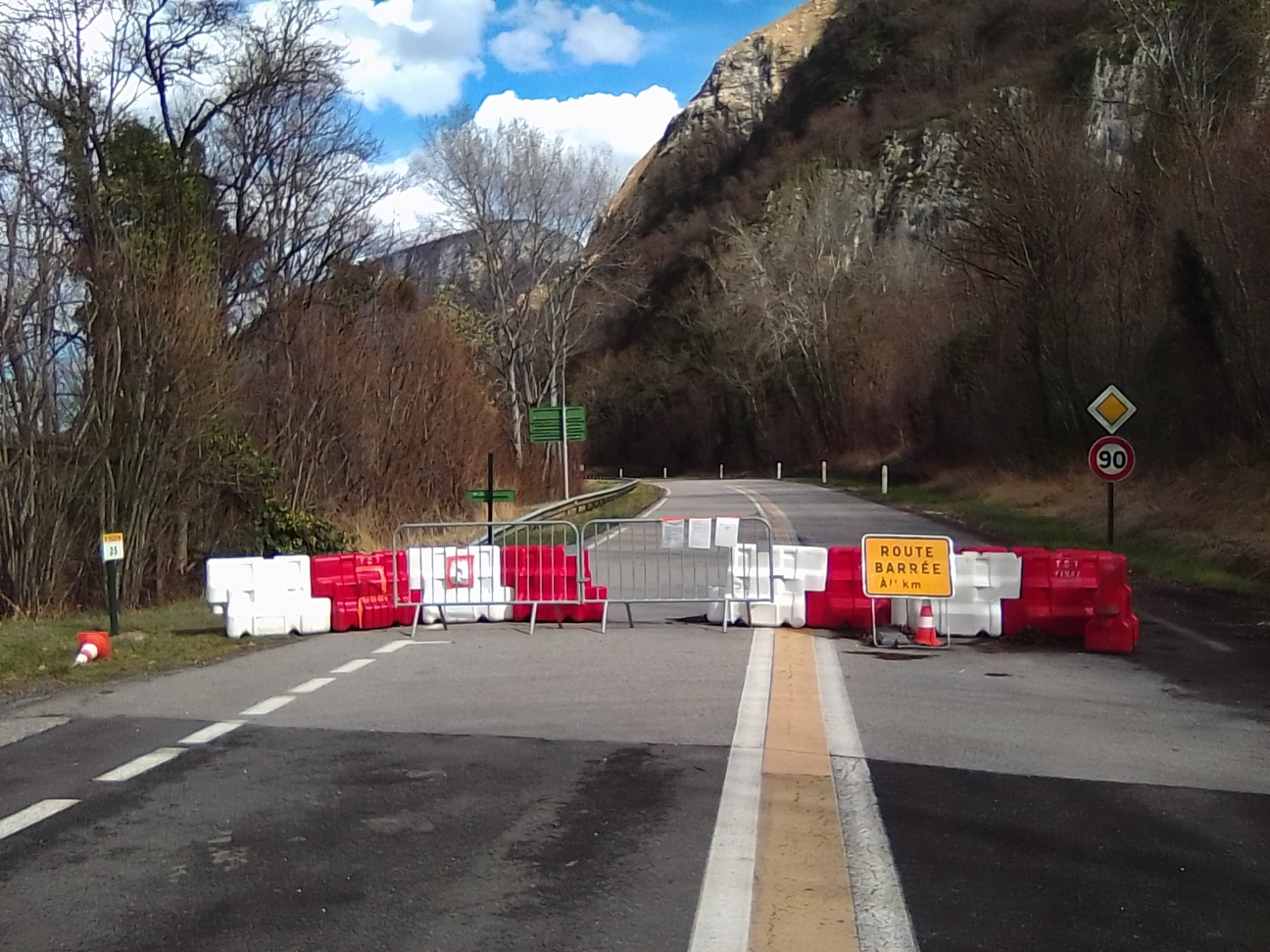
Coupure de la RD 1532 à Saint-Gervais à environ 400 mètres de la zone d'éboulement

Selon la préfecture de l'Isère, « la départementale 1532 ne sera pas réouverte avant une longue période », la route étant coupée sur plusieurs centaines de mètres, une déviation vers l'autoroute A49 a été mise en place,. La route étant toujours coupée en septembre 2024, le département de l'Isère a réussi à négocier auprès du gestionnaire une baisse du prix du péage pour la section concernée par la déviation. Depuis le 2 septembre 2024, une tarification spéciale a été accordée par le concessionnaire pour les usagers déviés par la fermeture de la RD1532, la société étendant le dispositif jusqu’à l'échangeur de Saint-Marcellin jusqu'à la fin de l'année 2024 mais elle n’accorde pas pour autant une quelconque possibilité de gratuité.
En outre, au delà de l'autoroute, le trafic s'est également reporté de l'autre côté de l'Isère, sur la départementale 1092, anciennement route nationale 92. Ces deux dernières villes connaissent également un accroissement du trafic routier. Depuis le 25 juillet 2024, une cellule de crise est pilotée par la Préfecture. Les pompiers, les gendarmes ou encore la sécurité civile se réunissent régulièrement depuis l'éboulement afin de faire remonter les problématiques liées notamment à la circulation reportée de l'autre côté de l'Isère. La coupure et les déviations qui en sont la conséquence, ont, en outre, entraine une baisse importante de la clientèle chez les restaurateurs des communes de ce côté de la vallée.

### Inondations et conséquences écologiques

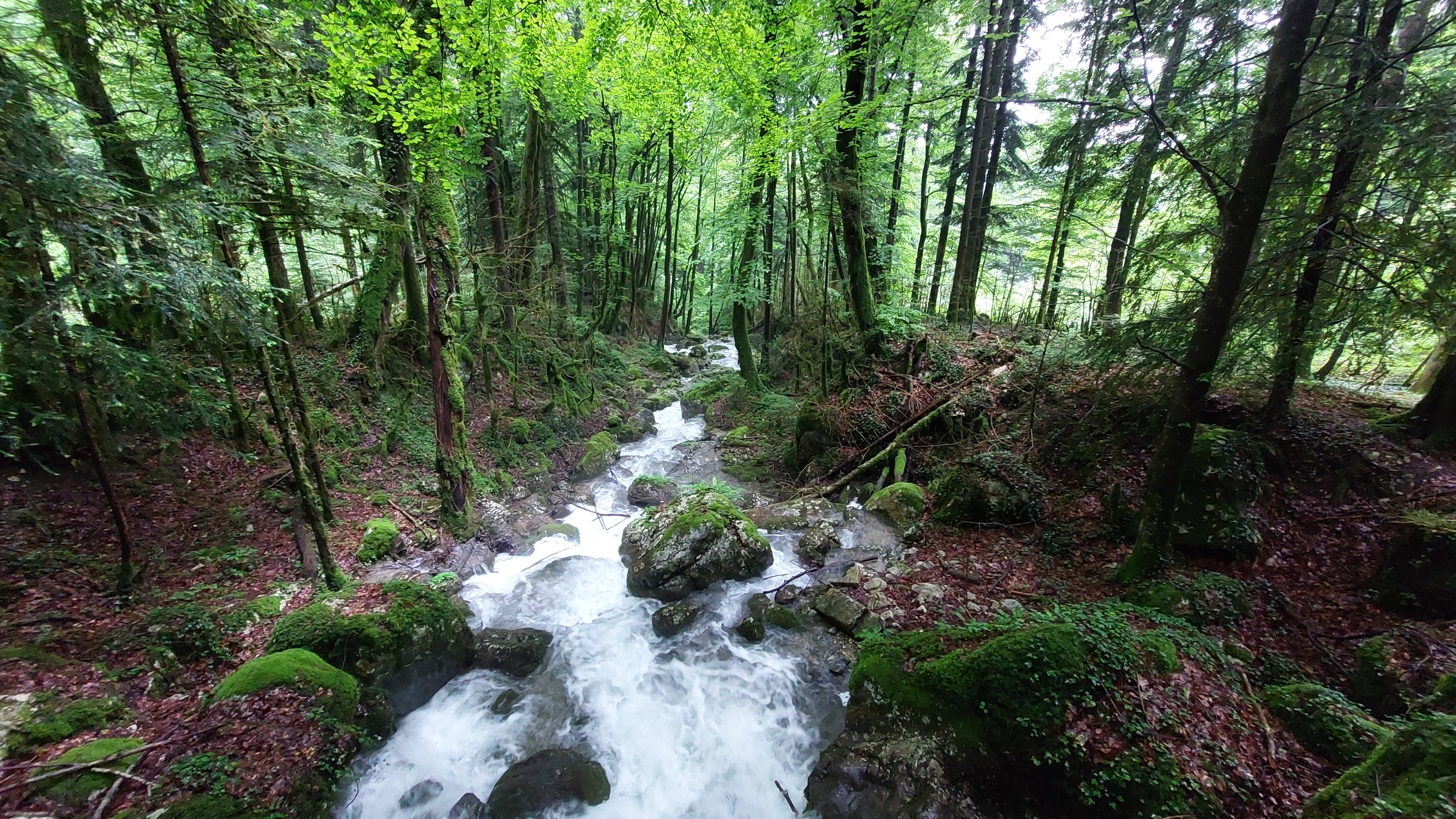
Le cours du torrent du Versoud a été recouvert par les éboulis, entraînant des inondations au niveau de son cours supérieur (photo datant de quelques semaines avant l'éboulement)

L’éboulement a bloqué l'écoulement du cours d’eau du Versoud, un torrent s'écoulant depuis les falaises du Vercors en direction de l'Isère, entraînant des inondations des champs de noyers et des maisons des riverains après chaque précipitation. Son cours a été détourné par le Syndicat mixte des bassins hydrauliques de l’Isère.
Selon un agriculteur, riverain de la zone d'éboulement : « À 400 mètres de la carrière, l’onde de choc a fait remonter la terre des champs (de noyers) sur plusieurs mètres. Comme un raz-de-marée, une vague.».
Le 31 mars 2025, un nouvel éboulement s’est produit au-dessus de cette même carrière. L’équivalent de 150 000 tonnes de matériaux se sont décrochées de la partie sommitale du mont d’Artets.

### Disparition de la chapelle Notre-Dame d'Armieu
Cette chapelle, de dimension très modeste, située sur les coteaux, à proximité de la route de Valence à Grenoble, à la limite de la commune de Saint-Gervais a totalement été emportée lors de l'éboulement alors qu'elle venait d'être rénovée. Selon le président de l’association Rovon Patrimoine , « ce sont 800 ans d’histoire qui viennent de s’effacer ».

## Travaux de reconstruction de la route
Quelques jours après l'éboulement, l'hypothèse privilégiée par le département, gestionnaire de cette voie, est de pratiquer un déplacement de la route en raison des risques de nouveaux effondrements. En juillet 2025, le département de l’Isère déclare étudier un nouveau tracé empruntant une partie de la zone éboulée, mais en dehors du périmètre d’exclusion.

## Polémique

### Mobilisation des acteurs locaux
Deux semaines après l'éboulement, un collectif citoyen dénommé « La montagne gronde, Écoutons-là » a été créé. Ce collectif poursuit plusieurs objectifs, dont celui porter les revendications des habitants concernés, certains d'enter eux s'étant réunis lors de la première assemblée générale à la mairie de L'Albenc le 31 janvier 2025. La question de la gratuité de l'autoroute pour les déplacements quotidiens des riverains a été abordée ainsi que « d'étudier les responsabilités d’un tel événement ».
Dans son numéro 74 , le journal local Le Postillon présente une longue enquête sur l'éboulement et n'hésite pas à évoquer une éventuelle responsabilité des exploitants de la carrière.
Le vice-président Bernard Perazio, en charge des mobilités et de la construction publique pour le département de l'Isère, a déclaré que la collectivité « se considère comme une victime de ce phénomène » puis précise que les "experts, conseillers juridiques et assurances du conseil départemental travaillent actuellement afin de rechercher d'éventuelles responsabilités afin que le département puisse faire valoir ses droits financiers.

### Non reconnaissance en catastrophe naturelle
L'arrêté publié au Journal officiel, publié le 21 décembre 2024 indique que pour les communes de La Rivière et de Saint-Gervais (dans son annexe 2), cet éboulement n'est pas reconnu en état de catastrophe naturelle. En effet, le texte précise que:
« des facteurs d'origine anthropique sont prédominants dans le déclenchement du mouvement de terrain : terrassements liés à l'exploitation d'une carrière. »
Dans son édition du 17 janvier 2024, le Dauphiné libéré précise que le cabinet de la préfète de l'Isère « n'en tire aucune conclusion » et reste très prudent sur la suite à donner. Les études géotechniques restent pour l'instant inaccessibles au grand public et les maires des deux communes restent dans l'attente de l'avancement de l'enquête.
À la suite de la publication de cette décision, le collectif La Montagne Gronde souhaite se transformer en une association. Celui-ci demande, en outre, aux autorités d'être partie prenante d'un projet de route et de développement du territoire.